# Futbol Club Barcelona 2023-2024
La presente voce raccoglie le informazioni riguardanti il Futbol Club Barcelona nelle competizioni ufficiali della stagione 2023-2024.

## Maglie e sponsor
Il fornitore tecnico per la stagione 2023-2024 è Nike, mentre il composit sponsor è Spotify.
| Casa | Trasferta | Terza divisa |

## Rosa
Rosa, numerazione e ruoli sono aggiornati al 4 gennaio 2024. 
 In corsivo i calciatori ceduti durante la stagione
| N. |                       | Ruolo | Calciatore                            |
| -- | --------------------- | ----- | ------------------------------------- |
| 1  | Germania (bandiera)   | P     | Marc-André ter Stegen (vice capitano) |
| 2  | Portogallo (bandiera) | D     | João Cancelo                          |
| 3  | Spagna (bandiera)     | D     | Alejandro Balde                       |
| 4  | Uruguay (bandiera)    | D     | Ronald Araújo                         |
| 5  | Spagna (bandiera)     | D     | Iñigo Martínez                        |
| 6  | Spagna (bandiera)     | C     | Gavi                                  |
| 7  | Spagna (bandiera)     | A     | Ferrán Torres                         |
| 8  | Spagna (bandiera)     | C     | Pedri                                 |
| 9  | Polonia (bandiera)    | A     | Robert Lewandowski                    |
| 10 | Spagna (bandiera)     | A     | Ansu Fati                             |
| 11 | Brasile (bandiera)    | A     | Raphinha                              |
| 13 | Spagna (bandiera)     | P     | Iñaki Peña                            |
| 14 | Portogallo (bandiera) | A     | João Félix                            |
| 15 | Danimarca (bandiera)  | D     | Andreas Christensen                   |
| 16 | Marocco (bandiera)    | C     | Abde Ezzalzouli                       |
| 16 | Spagna (bandiera)     | C     | Fermín López                          |

| N. |                        | Ruolo | Calciatore               |
| -- | ---------------------- | ----- | ------------------------ |
| 17 | Spagna (bandiera)      | D     | Marcos Alonso            |
| 18 | Spagna (bandiera)      | C     | Oriol Romeu              |
| 19 | Brasile (bandiera)     | A     | Vitor Roque              |
| 20 | Spagna (bandiera)      | D     | Sergi Roberto (capitano) |
| 21 | Paesi Bassi (bandiera) | C     | Frenkie de Jong          |
| 22 | Germania (bandiera)    | C     | İlkay Gündoğan           |
| 23 | Francia (bandiera)     | D     | Jules Koundé             |
| 24 | Spagna (bandiera)      | D     | Eric García              |
| 26 | Spagna (bandiera)      | P     | Ander Astralaga          |
| 27 | Spagna (bandiera)      | A     | Lamine Yamal             |
| 29 | Spagna (bandiera)      | A     | Ángel Alarcón            |
| 30 | Spagna (bandiera)      | C     | Marc Casadó              |
| 31 | Stati Uniti (bandiera) | P     | Diego Kochen             |
| 33 | Spagna (bandiera)      | D     | Pau Cubarsí              |
| 38 | Spagna (bandiera)      | A     | Marc Guiu                |
| 39 | Spagna (bandiera)      | D     | Héctor Fort              |

## Calciomercato

### Sessione estiva(dal 1º luglio al 31 agosto)
| Acquisti         | Acquisti          | Acquisti         | Acquisti                   |
| R.               | Nome              | da               | Modalità                   |
| ---------------- | ----------------- | ---------------- | -------------------------- |
| C                | Oriol Romeu       | Girona           | definitivo (3,4 milioni €) |
| C                | İlkay Gündoğan    | Manchester City  | svincolato                 |
| D                | Iñigo Martínez    | Athletic Bilbao  | svincolato                 |
| D                | João Cancelo      | Manchester City  | prestito                   |
| A                | João Félix        | Atlético Madrid  | prestito                   |
| Altre operazioni |                   |                  |                            |
| R.               | Nome              | da               | Modalità                   |
| A                | Antoine Griezmann | Atlético Madrid  | fine prestito              |
| A                | Francisco Trincão | Sporting Lisbona | fine prestito              |
| A                | Abde Ezzalzouli   | Osasuna          | fine prestito              |
| D                | Clément Lenglet   | Tottenham        | fine prestito              |
| D                | Sergiño Dest      | Milan            | fine prestito              |
| C                | Nico González     | Valencia         | fine prestito              |
| D                | Samuel Umtiti     | Lecce            | fine prestito              |
| A                | Álex Collado      | Elche            | fine prestito              |

| Cessioni         | Cessioni          | Cessioni            | Cessioni                    |
| R.               | Nome              | a                   | Modalità                    |
| ---------------- | ----------------- | ------------------- | --------------------------- |
| A                | Ousmane Dembélé   | Paris Saint-Germain | definitivo (51 milioni €)   |
| A                | Antoine Griezmann | Atlético Madrid     | definitivo (20 milioni €)   |
| C                | Franck Kessié     | Al-Ahli             | definitivo (12,5 milioni €) |
| C                | Nico González     | Porto               | definitivo (8,4 milioni €)  |
| C                | Abde Ezzalzouli   | Betis               | definitivo (7,5 milioni €)  |
| A                | Francisco Trincão | Sporting Lisbona    | definitivo (7 milioni €)    |
| D                | Sergiño Dest      | PSV                 | prestito                    |
| D                | Eric García       | Girona              | prestito                    |
| A                | Ansu Fati         | Brighton            | prestito                    |
| D                | Clément Lenglet   | Aston Villa         | prestito                    |
| A                | Álex Collado      | Betis               | svincolato                  |
| D                | Sergio Busquets   | Inter Miami         | svincolato                  |
| D                | Jordi Alba        |                     | svincolato                  |
| D                | Samuel Umtiti     | Lilla               | svincolato                  |
| Altre operazioni |                   |                     |                             |
| R.               | Nome              | da                  | Modalità                    |

### Sessione invernale
| Acquisti         | Acquisti    | Acquisti         | Acquisti                  |
| R.               | Nome        | da               | Modalità                  |
| ---------------- | ----------- | ---------------- | ------------------------- |
| A                | Vitor Roque | Athl. Paranaense | definitivo (40 milioni €) |
| Altre operazioni |             |                  |                           |
| R.               | Nome        | da               | Modalità                  |

| Cessioni         | Cessioni         | Cessioni         | Cessioni         |
| R.               | Nome             | a                | Modalità         |
| Altre operazioni | Altre operazioni | Altre operazioni | Altre operazioni |
| R.               | Nome             | da               | Modalità         |
| ---------------- | ---------------- | ---------------- | ---------------- |

## Risultati

### Primera División

#### Girone di andata
| Getafe 13 agosto 2023, ore 21:30 CEST 1ª giornata | Getafe     | 0 – 0 referto | Barcellona | Coliseum Alfonso Pérez (13 410 spett.)\| Arbitro: \| Soto Grado \| |
| Arbitro:                                          | Soto Grado |               |            |                                                                    |

| Arbitro: | Muñiz Ruiz |

|                           |           |  |
| Pedri 82’ F. Torres 90+4’ | Marcatori |  |

| Arbitro: | Hernández Hernández |

|                                 |           |                                                       |
| Foyth 26’ Sørloth 40’ Baena 50’ | Marcatori | 12’ Gavi 15’ F. de Jong 68’ F. Torres 71’ Lewandowski |

| Arbitro: | Ortiz Arias |

|           |           |                                     |
| Ávila 76’ | Marcatori | 45+1’ Koundé 85’ (rig.) Lewandowski |

| Arbitro: | Sánchez Martínez |

|                                                                       |           |  |
| João Félix 25’ Lewandowski 32’ F. Torres 62’ Raphinha 66’ Cancelo 81’ | Marcatori |  |

| Arbitro: | Melero López |

|                                  |           |                                |
| Lewandowski 81’, 85’ Cancelo 89’ | Marcatori | 19’ Strand Larsen 76’ Douvikas |

| Arbitro: | Muñiz Ruiz |

|                     |           |                         |
| Muriqi 7’ Prats 48’ | Marcatori | 41’ Raphinha 75’ Fermín |

| Arbitro: | Ortiz Arias |

|                     |           |  |
| S. Ramos 76’ (aut.) | Marcatori |  |

| Arbitro: | Soto Grado |

|                  |           |                               |
| Zaragoza 1’, 29’ | Marcatori | 45+1’ Yamal 86’ Sergi Roberto |

| Arbitro: | Martínez Munuera |

|          |           |  |
| Guiu 80’ | Marcatori |  |

| Arbitro: | Gil Manzano |

|             |           |                       |
| Gündoğan 6’ | Marcatori | 68’, 90+2’ Bellingham |

| Arbitro: | Javier Alberola Rojas |

|  |           |                 |
|  | Marcatori | 90+4’ R. Araújo |

| Arbitro: | Busquets Ferrer |

|                             |           |              |
| Lewandowski 53’, 78’ (rig.) | Marcatori | 1’ Omorodion |

| Arbitro: | Munuera Montero |

|                |           |                    |
| Unai López 39’ | Marcatori | 82’ (aut.) Lejeune |

| Arbitro: | Sánchez Martínez |

|                |           |  |
| João Félix 28’ | Marcatori |  |

| Arbitro: | de Mera Escuderos |

|                                |           |                                                     |
| Lewandowski 19’ Gündoğan 90+1’ | Marcatori | 12’ Dovbyk 40’ M. Gutiérrez 80’ Valery 90+5’ Stuani |

| Arbitro: | Ortiz Arias |

|               |           |                |
| Guillamón 70’ | Marcatori | 55’ João Félix |

| Arbitro: | Cuadra Fernández |

|                                  |           |                                   |
| Raphinha 33’ S. Roberto 60’, 83’ | Marcatori | 33’ Léo Baptistão 71’ E. González |

| Arbitro: | González Fuertes |

|           |           |                                  |
| Munir 12’ | Marcatori | 55’ Torres 90+3’ (rig.) Gündoğan |

#### Girone di ritorno
| Arbitro: | Figueroa Vázquez |

|                 |           |  |
| Vitor Roque 63’ | Marcatori |  |

| Arbitro: | Gil Manzano |

|               |           |                                       |
| Isco 56’, 59’ | Marcatori | 21’, 48’, 90+2’ Torres 90’ João Félix |

| Arbitro: | Munuera Montero |

|                                          |           |                                                                    |
| Gündoğan 60’ Pedri 68’ Bailly 71’ (aut.) | Marcatori | 41’ G. Moreno 54’ Akhomach 84’ Guedes 90+9’ Sørloth 90+12’ Morales |

| Arbitro: | Martínez Munuera |

|               |           |                                              |
| Omorodion 51’ | Marcatori | 22’ Lewandowski 49’ Gündoğan 63’ Vitor Roque |

| Arbitro: | Ortiz Arias |

|                                |           |                                         |
| Yamal 14’, 80’ Lewandowski 63’ | Marcatori | 43’ R. Sánchez 60’ Pellistri 66’ Miquel |

| Arbitro: | Pulido Santana |

|                |           |                               |
| Iago Aspas 47’ | Marcatori | 45’, 90+7’ (rig.) Lewandowski |

| Arbitro: | Muñiz Ruiz |

|                                                         |           |  |
| Raphinha 20’ João Félix 53’ F. de Jong 61’ Fermín 90+1’ | Marcatori |  |

| Bilbao 3 marzo 2024, ore 21:00 CET 27ª giornata | Athletic Bilbao     | 0 – 0 referto | Barcellona | San Mamés (50 295 spett.)\| Arbitro: \| Hernández Hernández \| |
| Arbitro:                                        | Hernández Hernández |               |            |                                                                |

| Arbitro: | Iglesias Villanueva |

|           |           |  |
| Yamal 73’ | Marcatori |  |

| Arbitro: | Sánchez Martínez |

|  |           |                                           |
|  | Marcatori | 38’ João Félix 47’ Lewandowski 65’ Fermín |

| Arbitro: | Busquets Ferrer |

|              |           |  |
| Raphinha 59’ | Marcatori |  |

| Arbitro: | Pulido Santana |

|  |           |                |
|  | Marcatori | 37’ João Félix |

| Arbitro: | Soto Grado |

|                                                  |           |                             |
| Vinícius 18’ (rig.) Vázquez 73’ Bellingham 90+1’ | Marcatori | 6’ Christensen 69’ F. López |

| Arbitro: | De Burgos Bengoetxea |

|                                          |           |                            |
| F. López 22’ Lewandowski 49’, 82’, 90+3’ | Marcatori | 27’ Duro 38’ (rig.) Pepelu |

| Arbitro: | Hernández Hernández |

|                                           |           |                                         |
| Dovbyk 4’ Portu 65’, 74’ M. Gutiérrez 67’ | Marcatori | 3’ Christensen 45+1’ (rig.) Lewandowski |

| Arbitro: | Cuadra Fernández |

|                                 |           |  |
| Yamal 40’ Raphinha 90+3’ (rig.) | Marcatori |  |

| Arbitro: | Alberola Rojas |

|  |           |                   |
|  | Marcatori | 14’, 67’ F. López |

| Arbitro: | Gil Manzano |

|                               |           |  |
| Lewandowski 3’ Pedri 72’, 75’ | Marcatori |  |

| Arbitro: | Iglesias Villanueva |

|               |           |                              |
| En-Nesyri 31’ | Marcatori | 15’ Lewandowski 31’ F. López |

### Coppa del Re
| Arbitro: | Alonso López |

|                                       |           |                                                |
| De Mesa Garrido 60’ Prat 90+3’ (rig.) | Marcatori | 18’ Fermín 51’ Raphinha 88’ (rig.) Lewandowski |

| Arbitro: | Hernández Maeso |

|           |           |                                 |
| Gomez 31’ | Marcatori | 45’ Torres 69’ Koundé 73’ Balde |

| Arbitro: | Sánchez Martínez |

|                                                              |           |                           |
| Guruzeta 1’ Sancet 49’ I. Williams 105+2’ N. Williams 120+1’ | Marcatori | 26’ Lewandowski 32’ Yamal |

### Supercoppa di Spagna

#### Semifinali
| Arbitro: | Muñiz Ruiz |

|                             |           |  |
| Lewandowski 59’ Yamal 90+3’ | Marcatori |  |

#### Finale
| Arbitro: | Martínez Munuera |

|                                          |           |                 |
| Vinícius 7’, 10’, 39’ (rig.) Rodrygo 64’ | Marcatori | 33’ Lewandowski |

### UEFA Champions League

#### Fase a gironi
| Arbitro: | Petrescu |

|                                                                  |           |  |
| João Félix 11’, 66’ Lewandowski 19’ Bataille 22’ (aut.) Gavi 54’ | Marcatori |  |

| Arbitro: | Taylor |

|  |           |              |
|  | Marcatori | 45+1’ Torres |

| Arbitro: | Kružliak |

|                       |           |             |
| Torres 28’ Fermín 36’ | Marcatori | 62’ Sudakov |

| Arbitro: | Peljto |

|           |           |  |
| Sikan 40’ | Marcatori |  |

| Arbitro: | Orsato |

|                            |           |          |
| Cancelo 32’ João Félix 57’ | Marcatori | 30’ Pepê |

| Arbitro: | Guida |

|                                           |           |                       |
| Vermeeren 2’ Janssen 56’ Ilenikhena 90+2’ | Marcatori | 35’ Torres 90+1’ Guiu |

#### Fase a eliminazione diretta

##### Ottavi di finale
| Arbitro: | Zwayer |

|             |           |                 |
| Osimhen 75’ | Marcatori | 60’ Lewandowski |

| Arbitro: | Makkelie |

|                                             |           |              |
| Fermín 15’ João Cancelo 17’ Lewandowski 83’ | Marcatori | 30’ Rrahmani |

##### Quarti di finale
| Arbitro: | Taylor |

|                         |           |                                   |
| Dembélé 48’ Vitinha 51’ | Marcatori | 37’, 62’ Raphinha 77’ Christensen |

| Arbitro: | Kovács |

|              |           |                                                |
| Raphinha 12’ | Marcatori | 40’ Dembélé 54’ Vitinha 61’ (rig.), 89’ Mbappé |

## Statistiche

### Statistiche di squadra
| Competizione        | Punti | In casa | In casa | In casa | In casa | In casa | In casa | In trasferta | In trasferta | In trasferta | In trasferta | In trasferta | In trasferta | Totale | Totale | Totale | Totale | Totale | Totale | DR  |
| Competizione        | Punti | G       | V       | N       | P       | Gf      | Gs      | G            | V            | N            | P            | Gf           | Gs           | G      | V      | N      | P      | Gf     | Gs     | DR  |
| ------------------- | ----- | ------- | ------- | ------- | ------- | ------- | ------- | ------------ | ------------ | ------------ | ------------ | ------------ | ------------ | ------ | ------ | ------ | ------ | ------ | ------ | --- |
| Primera División    | 85    | 19      | 15      | 1       | 3       | 42      | 21      | 19           | 11           | 6            | 2            | 36           | 23           | 38     | 26     | 7      | 5      | 79     | 44     | +35 |
| Coppa del Re        | -     | 0       | 0       | 0       | 0       | 0       | 0       | 3            | 2            | 0            | 1            | 8            | 7            | 3      | 2      | 0      | 1      | 8      | 7      | +1  |
| Champions League    | 12    | 5       | 4       | 0       | 1       | 13      | 7       | 5            | 2            | 1            | 2            | 7            | 7            | 10     | 6      | 1      | 3      | 20     | 14     | +6  |
| Supercopa de España | -     | -       | -       | -       | -       | -       | -       | -            | -            | -            | -            | -            | -            | 2      | 1      | 0      | 1      | 3      | 4      | -1  |
| Totale              |       | 24      | 19      | 1       | 4       | 56      | 28      | 27           | 14           | 7            | 5            | 51           | 37           | 53     | 35     | 8      | 10     | 110    | 69     | +41 |

### Andamento in campionato
| Giornata  | 1  | 2 | 3 | 4 | 5 | 6 | 7 | 8 | 9 | 10 | 11 | 12 | 13 | 14 | 15 | 16 | 17 | 18 | 19 | 20 | 21 | 22 | 23 | 24 | 25 | 26 | 27 | 28 | 29 | 30 | 31 | 32 | 33 | 34 | 35 | 36 | 37 | 38 |
| --------- | -- | - | - | - | - | - | - | - | - | -- | -- | -- | -- | -- | -- | -- | -- | -- | -- | -- | -- | -- | -- | -- | -- | -- | -- | -- | -- | -- | -- | -- | -- | -- | -- | -- | -- | -- |
| Luogo     | T  | C | T | T | C | C | T | C | T | C  | C  | T  | C  | T  | C  | C  | T  | C  | T  | C  | T  | C  | T  | C  | T  | C  | T  | C  | T  | C  | T  | T  | C  | T  | C  | T  | C  | T  |
| Risultato | N  | V | V | V | V | V | N | V | N | V  | P  | V  | V  | N  | V  | P  | N  | V  | V  | V  | V  | P  | V  | N  | V  | V  | N  | V  | V  | V  | V  | P  | V  | P  | V  | V  | V  | V  |
| Posizione | 12 | 6 | 4 | 3 | 2 | 1 | 3 | 2 | 3 | 3  | 4  | 3  | 3  | 3  | 3  | 4  | 3  | 3  | 3  | 4  | 3  | 4  | 3  | 3  | 3  | 3  | 3  | 3  | 2  | 2  | 2  | 2  | 2  | 3  | 2  | 2  | 2  | 2  |

### Statistiche dei giocatori
| Giocatore       | Liga     | Liga | Liga        | Liga       | Coppa del Re | Coppa del Re | Coppa del Re | Coppa del Re | Champions League | Champions League | Champions League | Champions League | Supercoppa di Spagna | Supercoppa di Spagna | Supercoppa di Spagna | Supercoppa di Spagna | Totale   | Totale | Totale      | Totale     |
| Giocatore       | Presenze | Reti | Ammonizioni | Espulsioni | Presenze     | Reti         | Ammonizioni  | Espulsioni   | Presenze         | Reti             | Ammonizioni      | Espulsioni       | Presenze             | Reti                 | Ammonizioni          | Espulsioni           | Presenze | Reti   | Ammonizioni | Espulsioni |
| --------------- | -------- | ---- | ----------- | ---------- | ------------ | ------------ | ------------ | ------------ | ---------------- | ---------------- | ---------------- | ---------------- | -------------------- | -------------------- | -------------------- | -------------------- | -------- | ------ | ----------- | ---------- |
| M. Alonso       | 5        | 0    | 0           | 0          | 0            | 0            | 0            | 0            | 3                | 0                | 0                | 0                | 0                    | 0                    | 0                    | 0                    | 8        | 0      | 0           | 0          |
| R. Araújo       | 25       | 1    | 6           | 0          | 2            | 0            | 0            | 0            | 7                | 0                | 2                | 1                | 2                    | 0                    | 2                    | 1                    | 36       | 1      | 10          | 2          |
| A. Balde        | 18       | 0    | 1           | 0          | 2            | 1            | 0            | 0            | 6                | 0                | 1                | 0                | 2                    | 0                    | 0                    | 0                    | 28       | 1      | 2           | 0          |
| J. Cancelo      | 32       | 2    | 7           | 0          | 0            | 0            | 0            | 0            | 10               | 2                | 1                | 0                | 0                    | 0                    | 0                    | 0                    | 42       | 4      | 8           | 0          |
| M. Casadó       | 2        | 0    | 0           | 0          | 0            | 0            | 0            | 0            | 2                | 0                | 0                | 0                | 0                    | 0                    | 0                    | 0                    | 4        | 0      | 0           | 0          |
| A. Christensen  | 30       | 2    | 4           | 0          | 3            | 0            | 1            | 0            | 7                | 1                | 3                | 0                | 2                    | 0                    | 0                    | 0                    | 42       | 3      | 8           | 0          |
| P. Cubarsí      | 19       | 0    | 4           | 0          | 2            | 0            | 0            | 0            | 3                | 0                | 1                | 0                | 0                    | 0                    | 0                    | 0                    | 24       | 0      | 5           | 0          |
| F. de Jong      | 20       | 2    | 7           | 0          | 3            | 0            | 1            | 0            | 5                | 0                | 2                | 0                | 2                    | 0                    | 0                    | 0                    | 30       | 2      | 10          | 0          |
| A. Ezzalzouli   | 2        | 0    | 0           | 0          | -            | -            | -            | -            | -                | -                | -                | -                | -                    | -                    | -                    | -                    | 2        | 0      | 0           | 0          |
| A. Fati         | 3        | 0    | 0           | 0          | -            | -            | -            | -            | -                | -                | -                | -                | -                    | -                    | -                    | -                    | 3        | 0      | 0           | 0          |
| J. Félix        | 31       | 7    | 3           | 0          | 3            | 0            | 0            | 0            | 9                | 3                | 2                | 0                | 2                    | 0                    | 0                    | 0                    | 45       | 10     | 5           | 0          |
| H. Fort         | 7        | 0    | 0           | 0          | 2            | 0            | 1            | 0            | 1                | 0                | 0                | 0                | -                    | -                    | -                    | -                    | 10       | 0      | 1           | 0          |
| E. García       | 2        | 0    | 1           | 0          | -            | -            | -            | -            | -                | -                | -                | -                | -                    | -                    | -                    | -                    | 2        | 0      | 1           | 0          |
| Gavi            | 12       | 1    | 5           | 0          | 0            | 0            | 0            | 0            | 3                | 1                | 3                | 1                | -                    | -                    | -                    | -                    | 15       | 2      | 8           | 1          |
| M. Guiu         | 3        | 1    | 1           | 0          | 2            | 0            | 1            | 0            | 2                | 1                | 0                | 0                | -                    | -                    | -                    | -                    | 7        | 2      | 2           | 0          |
| İ. Gündoğan     | 35       | 5    | 5           | 0          | 3            | 0            | 0            | 0            | 9                | 0                | 1                | 0                | 2                    | 0                    | 0                    | 0                    | 49       | 5      | 6           | 0          |
| J. Koundé       | 35       | 1    | 4           | 0          | 3            | 1            | 0            | 0            | 8                | 0                | 1                | 0                | 2                    | 0                    | 0                    | 0                    | 48       | 2      | 5           | 0          |
| R. Lewandowski  | 35       | 19   | 4           | 0          | 3            | 2            | 0            | 0            | 9                | 3                | 1                | 0                | 2                    | 2                    | 0                    | 0                    | 49       | 26     | 5           | 0          |
| Fermín          | 31       | 8    | 2           | 0          | 2            | 1            | 0            | 0            | 8                | 2                | 2                | 0                | 1                    | 0                    | 0                    | 0                    | 42       | 11     | 4           | 0          |
| I. Martínez     | 20       | 0    | 5           | 0          | 1            | 0            | 0            | 0            | 4                | 0                | 2                | 0                | -                    | -                    | -                    | -                    | 25       | 0      | 7           | 0          |
| Pedri           | 24       | 4    | 3           | 0          | 2            | 0            | 0            | 0            | 6                | 0                | 0                | 0                | 2                    | 0                    | 0                    | 0                    | 34       | 4      | 3           | 0          |
| I. Peña         | 10       | -17  | 0           | 0          | 3            | -7           | 0            | 0            | 2                | -4               | 0                | 0                | 2                    | -4                   | 0                    | 0                    | 17       | -32    | 0           | 0          |
| Raphinha        | 28       | 6    | 3           | 1          | 1            | 1            | 0            | 0            | 7                | 3                | 1                | 0                | 1                    | 0                    | 0                    | 0                    | 37       | 10     | 4           | 1          |
| S. Roberto      | 14       | 3    | 4           | 0          | 3            | 0            | 1            | 0            | 5                | 0                | 3                | 0                | 2                    | 0                    | 1                    | 0                    | 24       | 3      | 9           | 0          |
| O. Romeu        | 28       | 0    | 4           | 0          | 2            | 0            | 0            | 0            | 7                | 0                | 0                | 0                | -                    | -                    | -                    | -                    | 37       | 0      | 4           | 0          |
| Vitor Roque     | 14       | 2    | 4           | 1          | 2            | 0            | 0            | 0            | 0                | 0                | 0                | 0                | -                    | -                    | -                    | -                    | 16       | 2      | 4           | 1          |
| M.A. ter Stegen | 28       | -24  | 4           | 0          | 0            | 0            | 0            | 0            | 8                | -10              | 0                | 0                | 0                    | 0                    | 0                    | 0                    | 36       | -34    | 4           | 0          |
| Ferrán Torres   | 29       | 7    | 2           | 0          | 3            | 1            | 1            | 0            | 8                | 3                | 1                | 0                | 2                    | 0                    | 0                    | 0                    | 42       | 11     | 4           | 0          |
| L. Yamal        | 37       | 5    | 3           | 0          | 1            | 1            | 1            | 0            | 10               | 0                | 2                | 0                | 2                    | 1                    | 0                    | 0                    | 50       | 7      | 6           | 0          |